# Пелчиці (Свентокшиське воєводство)
Пелчиці (пол. Pełczyce) — село в Польщі, у гміні Боґорія Сташовського повіту Свентокшиського воєводства.
Населення — 386 осіб (2011).

## Демографія
Демографічна структура на день 31 березня 2011 року:
|          | Загалом | Допрацездатний вік | Працездатний вік | Постпрацездатний вік |
| -------- | ------- | ------------------ | ---------------- | -------------------- |
| Чоловіки | 195     | 43                 | 129              | 23                   |
| Жінки    | 191     | 34                 | 104              | 53                   |
| Разом    | 386     | 77                 | 233              | 76                   |